# Campionati del mondo di ciclismo su pista 2021 - Inseguimento a squadre femminile
La gara di inseguimento a squadre femminile ai Campionati del mondo di ciclismo su pista 2021 si è svolta il 20 e il 21 ottobre 2021.

## Podio
| Pos.    | Atleta        | Nazionalità                                                                      |
| ------- | ------------- | -------------------------------------------------------------------------------- |
| Oro     | Germania      | Franziska Brauße Lisa Brennauer Mieke Kröger Laura Süßemilch                     |
| Argento | Italia        | Elisa Balsamo Chiara Consonni Martina Alzini Martina Fidanza Letizia Paternoster |
| Bronzo  | Gran Bretagna | Katie Archibald Megan Barker Neah Evans Josie Knight                             |

## Risultati

### Qualificazioni
I migliori otto tempi si qualificano per il primo turno, di cui i primi 4 rimangono il lizza per l'oro, mentre gli altri 4 per il bronzo.
| Posizione | Nazione       | Atleti                                                                | Tempo    | Gap       | Note |
| --------- | ------------- | --------------------------------------------------------------------- | -------- | --------- | ---- |
| 1         | Germania      | Franziska Brauße Lisa Brennauer Mieke Kröger Laura Süßemilch          | 4:13.082 |           | Q    |
| 2         | Italia        | Elisa Balsamo Letizia Paternoster Martina Alzini Martina Fidanza      | 4:14.176 | +1.094    | Q    |
| 3         | Gran Bretagna | Katie Archibald Megan Barker Neah Evans Josie Knight                  | 4:16.200 | +3.118    | Q    |
| 4         | Irlanda       | Mia Griffin Emily Kay Kelly Murphy Alice Sharpe                       | 4:23.095 | +10.013   | Q    |
| 5         | Canada        | Ngaire Barraclough Sarah Van Dam Erin Attwell Maggie Coles-Lyster     | 4:23.988 | +10.906   | q    |
| 6         | Bielorussia   | Hanna Tserakh Aksana Salauyeva Nastassia Kiptsikava Taisa Naskovich   | 4:29.158 | +16.076   | q    |
| 7         | Polonia       | Nikol Płosaj Karolina Karasiewicz Patrycja Lorkowska Wiktoria Pikulik | 4:29.445 | +16.363   | q    |
| 8         | Svizzera      | Aline Seitz Michelle Andres Fabienne Buri Cybèle Schneider            | 4:34.370 | +21.288   | q    |
| 9         | Nigeria       | Tawakalt Yekeen Grace Ayuba Mary Samuel Ese Ukpeseraye                | 5:33.212 | +1:20.130 |      |

### Primo turno
I vincitori della terza e della quarta batteria si qualificano alla finale per l'oro, i migliori due tempi non qualificati per la finale per l'oro in tutte le altre batterie si qualificheranno alla finale per il bronzo.
| Posizione | Batteria | Nazione       | Atleti                                                                | Tempo    | Gap    | Note |
| --------- | -------- | ------------- | --------------------------------------------------------------------- | -------- | ------ | ---- |
| 1         | 4        | Germania      | Franziska Brauße Lisa Brennauer Mieke Kröger Laura Süßemilch          |          |        | QO   |
| 2         | 3        | Italia        | Elisa Balsamo Letizia Paternoster Martina Alzini Martina Fidanza      | 4:11.497 |        | QO   |
| 3         | 3        | Gran Bretagna | Katie Archibald Megan Barker Neah Evans Josie Knight                  | 4:14.413 | +2.916 | QB   |
| 4         | 2        | Canada        | Ngaire Barraclough Sarah Van Dam Erin Attwell Maggie Coles-Lyster     | 4:20.191 |        | QB   |
| 5         | 4        | Irlanda       | Mia Griffin Emily Kay Kelly Murphy Alice Sharpe                       | 4:21.126 |        |      |
| 6         | 1        | Polonia       | Nikol Płosaj Karolina Karasiewicz Patrycja Lorkowska Wiktoria Pikulik | 4:22.669 |        |      |
| 7         | 1        | Bielorussia   | Hanna Tserakh Aksana Salauyeva Nastassia Kiptsikava Taisa Naskovich   | 4:26.952 | +4.283 |      |
| 8         | 2        | Svizzera      | Aline Seitz Michelle Andres Fabienne Buri Cybèle Schneider            | 4:29.068 | +8.877 |      |

### Finali
| Posizione            | Nazione       | Atleti                                                              | Tempo    | Gap    | Note |
| -------------------- | ------------- | ------------------------------------------------------------------- | -------- | ------ | ---- |
| Finale per l'oro     |               |                                                                     |          |        |      |
| 1                    | Germania      | Franziska Brauße Lisa Brennauer Mieke Kröger Laura Süßemilch        | 4:08.752 |        |      |
| 2                    | Italia        | Elisa Balsamo Martina Alzini Chiara Consonni Martina Fidanza        | 4:13.690 | +4.938 |      |
| Finale per il bronzo |               |                                                                     |          |        |      |
| 3                    | Gran Bretagna | Katie Archibald Megan Barker Neah Evans Josie Knight                | 4:17.459 |        |      |
| 4                    | Canada        | Ngaire Barraclough Erin Attwell Maggie Coles-Lyster Devaney Collier | 4:22.889 | +5.430 |      |